# Стырком
Стырком (осет. Стырком), ранее Дидхеу (осет. Дидхеу, груз. დიდხევი — Дидхеви) — село в Закавказье, расположено в Цхинвальском районе Южной Осетии, фактически контролирующей село; согласно юрисдикции Грузии — в Горийском муниципалитете.

## География
Село находится на севере центральной части Цхинвальского района, в 1,5 км к северу от села Ортеу и в 3 км к северо-западу от села Уанат.

## Население
Село населено этническими осетинами. По переписи 2015 года население села составило 35 жителей.

## Топографические карты
- Лист карты K-38-65 Ленингори. Масштаб: 1 : 100 000. Издание 1979 г.